# Stazione di Shin-Sakuradai
La stazione di Shin-Sakuradai (新桜台駅?, Shin-Sakuradai-eki) è una stazione ferroviaria di Tokyo che si trova a Nerima. La stazione è servita dalla linea Seibu Yūrakuchō delle Ferrovie Seibu e si trova a 1,4 km di distanza dal capolinea a Nerima.

## Linee
Ferrovie Seibu
● Linea Seibu Yūrakuchō

## Struttura
La stazione possiede due marciapiedi laterali con due binari centrali, parzialmente in tunnel.
| 1 | ● Linea Seibu Yūrakuchō | per Kotake-mukaihara e - Shin-Kiba via Linea Yūrakuchō - Shibuya via Linea Fukutoshin (prosecuzione per Yokohama via linea Tōkyū Tōyoko) |
| 2 | ● Linea Seibu Yūrakuchō | per Nerima e, via linea Seibu Ikebukuro per Kiyose e Tokorozawa                                                                          |

## Stazioni adiacenti
| «                     | Servizio                   | »                     |
| Linea Seibu Yūrakuchō | Linea Seibu Yūrakuchō      | Linea Seibu Yūrakuchō |
| --------------------- | -------------------------- | --------------------- |
| Kotake-mukaihara      | Locale Semiespresso Rapido | Nerima                |